# Фрунзенский массив (Фергана)
Массив имени Ойбека — это один из внутренних районов города Ферганы, третий по численности населения район города. Расположен в центральной части города. Массив был основан 1960-х годах. Население — свыше 60.000 человек. По состоянию на конец 2014 года к территории массива имени Ойбека относятся территории 4 населённых пунктов: посёлки Чек-шура, Ойбек, Аэропорт, Военный городок. В массиве имеются: аэропорт, 4 школы, одна больница, АТС, милицейское отделение, теннисный корт, рынок «Ипподром», крытый плавательный комплекс и многие виды инфраструктуры.